# Spathipora occidentalis
Spathipora occidentalis är en mossdjursart som beskrevs av Pohowsky 1978. Spathipora occidentalis ingår i släktet Spathipora och familjen Spathiporidae. Inga underarter finns listade i Catalogue of Life.